# Inteligentny dom (film)
Inteligentny dom (ang. Smart House, 1999) film z kanonu Disney Channel Original Movies.

## Opis fabuły
Ben (Ryan Merriman) to typowy chłopak, który lubi grać na komputerze oraz uprawiać sport w szczególności koszykówkę. Po śmierci matki jego priorytetem staje się rodzina, czuje się odpowiedzialny za młodszą siostrę i zapracowanego tatę (Kevin Kilner), mając coraz mniej czasu dla siebie. Ben wygrywa konkursie na "dom przyszłości". Wraz z rodziną zamieszkują w dużym domu razem z wielofunkcyjnym robotem Patem (Katey Sagal). Wszystko zaczyna się układać do czasu kiedy Ben odkrywa że robot chce zastąpić nieżyjącą matkę. Postanawia więc przeprogramować robota.

## Obsada
- Ryan Merriman jako Ben Cooper
- Katey Sagal jako Pat
- Kevin Kilner jako Nick Cooper
- Katie Volding jako Angie Cooper
- Jessica Steen jako Sara Barnes
- Paul Linke jako Tuttle
- Raquel Beaudene jako Gwen Patroni
- Joshua Boyd jako Ryan
- Emilio Borelli jako Miles
- Jason Lansing jako Johnny